# Kārlis Skrastiņš
Kārlis Skrastiņš (né le 7 juillet 1974 à Riga en République socialiste soviétique de Lettonie - mort le 7 septembre 2011 à Iaroslavl en Russie) est un joueur professionnel de hockey sur glace letton. Il évoluait au poste de défenseur.

## Biographie

### Carrière en club
Kārlis Skrastiņš a porté les couleurs du HK Pardaugava Riga, du RASM Riga, du TPS Turku, des Admirals de Milwaukee, des Predators de Nashville et du HK Riga 2000. Avec le TPS, il remporta la Ligue européenne de hockey en 1997.
Kārlis Skrastiņš fut repêché par les Predators au 9e tour du repêchage d'entrée dans la LNH 1998, 230e au total. Il passa les cinq saisons suivantes avec les Predators avant d'être cédé à l'Avalanche en 2003. En date du 26 mars 2006, il n'a raté aucun des 423 derniers matchs de son équipe ; c'est la plus longue séquence du genre à l'heure actuelle dans la LNH.
Le 26 février 2008, l'Avalanche l'envoie aux Panthers de la Floride en retour de Rouslan Saleï.
Le 2 juillet 2009, Kārlis Skrastiņš signe un contrat de 2 ans avec les Stars de Dallas.
Le 7 septembre 2011, il meurt dans l'accident de l'avion transportant le Lokomotiv Iaroslavl à destination de Minsk en Biélorussie. L'avion de ligne de type Yakovlev Yak-42 s'écrase peu après son décollage de l'aéroport Tounochna de Iaroslavl, faisant 44 morts parmi les 45 occupants,.
Kārlis Skrastiņš est inhumé au Cimetière de la Forêt à Riga.

### Carrière internationale
Il a participé avec l'équipe de Lettonie aux Jeux olympiques de 2002 et de 2006 ainsi qu'à neuf championnats du monde. Son numéro 7 est retiré par la fédération lettone de hockey sur glace.

## Statistiques
| Saison     | Équipe                 | Ligue               |     | Saison régulière | Saison régulière | Saison régulière | Saison régulière | Saison régulière |   | Séries éliminatoires | Séries éliminatoires | Séries éliminatoires | Séries éliminatoires | Séries éliminatoires |
| Saison     | Équipe                 | Ligue               | PJ  | B                | A                | Pts              | Pun              | PJ               | B | A                    | Pts                  | Pun                  |                      |                      |
| 1992-1993  | Pardaugava Riga        | MHL                 | 40  | 3                | 5                | 8                | 16               |                  |   |                      |                      |                      |                      |                      |
| 1993-1994  | Pardaugava Riga        | MHL                 | 42  | 7                | 5                | 12               | 18               |                  |   |                      |                      |                      |                      |                      |
| 1994-1995  | Pardaugava Riga        | MHL                 | 52  | 4                | 14               | 18               | 69               |                  |   |                      |                      |                      |                      |                      |
| 1995-1996  | TPS Turku              | SM-Liiga            | 50  | 4                | 11               | 15               | 32               | 11               | 2 | 2                    | 4                    | 10                   |                      |                      |
| 1996-1997  | TPS Turku              | SM-Liiga            | 50  | 2                | 8                | 10               | 20               |                  |   |                      |                      |                      |                      |                      |
| 1997-1998  | TPS Turku              | SM-Liiga            | 48  | 4                | 15               | 19               | 67               | 4                | 0 | 0                    | 0                    | 0                    |                      |                      |
| 1998-1999  | Predators de Nashville | LNH                 | 2   | 0                | 1                | 1                | 0                |                  |   |                      |                      |                      |                      |                      |
| 1998-1999  | Admirals de Milwaukee  | LIH                 | 75  | 8                | 36               | 44               | 47               | 2                | 0 | 1                    | 1                    | 2                    |                      |                      |
| 1999-2000  | Admirals de Milwaukee  | LIH                 | 19  | 3                | 8                | 11               | 10               |                  |   |                      |                      |                      |                      |                      |
| 1999-2000  | Predators de Nashville | LNH                 | 59  | 5                | 6                | 11               | 20               |                  |   |                      |                      |                      |                      |                      |
| 2000-2001  | Predators de Nashville | LNH                 | 82  | 1                | 11               | 12               | 30               |                  |   |                      |                      |                      |                      |                      |
| 2001-2002  | Predators de Nashville | LNH                 | 82  | 4                | 13               | 17               | 36               |                  |   |                      |                      |                      |                      |                      |
| 2002-2003  | Predators de Nashville | LNH                 | 82  | 3                | 10               | 13               | 44               |                  |   |                      |                      |                      |                      |                      |
| 2003-2004  | Avalanche du Colorado  | LNH                 | 82  | 5                | 8                | 13               | 26               | 11               | 0 | 2                    | 2                    | 2                    |                      |                      |
| 2004-2005  | HK Riga 2000           | Extraliga           | 34  | 8                | 17               | 25               | 30               | 3                | 0 | 0                    | 0                    | 25                   |                      |                      |
| 2004-2005  | HK Riga 2000           | Latvijas čempionāts | 4   | 0                | 4                | 4                | 0                | 9                | 3 | 10                   | 13                   | 33                   |                      |                      |
| 2005-2006  | Avalanche du Colorado  | LNH                 | 82  | 3                | 11               | 14               | 65               | 9                | 0 | 1                    | 1                    | 10                   |                      |                      |
| 2006-2007  | Avalanche du Colorado  | LNH                 | 68  | 0                | 11               | 11               | 30               |                  |   |                      |                      |                      |                      |                      |
| 2007-2008  | Avalanche du Colorado  | LNH                 | 43  | 1                | 3                | 4                | 20               |                  |   |                      |                      |                      |                      |                      |
| 2007-2008  | Panthers de la Floride | LNH                 | 17  | 1                | 0                | 1                | 12               |                  |   |                      |                      |                      |                      |                      |
| 2008-2009  | Panthers de la Floride | LNH                 | 80  | 4                | 14               | 18               | 30               |                  |   |                      |                      |                      |                      |                      |
| 2009-2010  | Stars de Dallas        | LNH                 | 79  | 2                | 11               | 13               | 24               |                  |   |                      |                      |                      |                      |                      |
| 2010-2011  | Stars de Dallas        | LNH                 | 74  | 3                | 5                | 8                | 38               |                  |   |                      |                      |                      |                      |                      |
| 2011-2012  | Lokomotiv Iaroslavl    | KHL                 | -   | -                | -                | -                | -                | -                | - | -                    | -                    | -                    |                      |                      |
| Totaux LNH | Totaux LNH             | Totaux LNH          | 832 | 32               | 104              | 136              | 375              | 20               | 0 | 3                    | 3                    | 12                   |                      |                      |